# Porcellio vulcanius
Porcellio vulcanius is een pissebed uit de familie Porcellionidae. De wetenschappelijke naam van de soort is voor het eerst geldig gepubliceerd in 1908 door Karl Wilhelm Verhoeff.